# كليلة بونعيلات
كليلة بونعيلات (مواليد سنة 1981) هي ممثلة وسياسية مغربية، شاركت في عدة أفلام ومسلسلات مغربية.

## مسارها
كانت الانطلاقة سنة 2004 عن طريق الصدفة، ففي الوقت الذي كانت المناداة عن أختها التوأم «دمنة» للعمل في أول عمل فني، عبارة عن فيلم تلفزيوني بعنوان «شلح و بغى فاسية»، شاءت ظروف سفر أختها خارج أرض الوطن أن تجعل كليلة تنوب عن أختها في هذا الفيلم الذي لقي نجاحا، ليكون العمل الثاني «يومية مدرسة» مع قناة الرابعة. وسنة 2007 صورت فيلما جديدا «فنيدة»، كما قامت بدور البطولة في أول فيلم ناطق بالحسانية «أربعة حجرات»، وانطلقت بعد ذلك في العديد من الأعمال الفنية كالمسلسل الرمضاني «إلى الأبد»، ثم «كريمة»، والمشاركة في الفيلم التلفزي «رحيمو، ثم «انتقام»، و«انفصام».
وبالنسبة للسينما لعبت دور البطولة في فيلم «دموع من فضة» للمخرج مراد بوسيف، ثم فيلم «الطريق إلى كابول» للمخرج إبراهيم الشكيري الذي لقي نجاحا كبيرا.

## أعمالها

### أفلام
- 2007: رحيمو
- 2008: دموع من فضة
- 2010: انفصام
- 2012: الطريق إلى كابول
- 2013: انتقام
- 2013: الطريق
- 2014: المحبة الزايدة
- 2016: الكنز المرصود
- 2017: رضات الوالدين
- 2017: ياك أجرحي
- 2018: مسعود وسعيدة وسعدان
- 2018 صرخة من عالم آخر
- 2020: الماضي لا يعود
- 2025: البوز

### مسلسلات
- 2011: إلى الأبد
- 2012: دارت ليام - الجزء الأول
- 2013: دارت ليام - الجزء الثاني
- 2013: السيدة الحرة
- 2015: ربعة من ربعين
- 2017: حديدان في غيليز
- 2018: أوشن
- 2021: ولاد المرسى
- 2021: سولو دموعي

## روابط خارجية
- كليلة بونعيلات على موقع IMDb (الإنجليزية)
- كليلة بونعيلات على موقع قاعدة بيانات الفيلم (الإنجليزية)